# Pulp (band)
 For alternative betydninger, se Pulp. (Se også artikler, som begynder med Pulp)
Pulp er en britisk rockgruppe dannet i Sheffield, England, i 1978 af den dengang 15-årige Jarvis Cocker (sang, guitar). Oprindeligt var gruppen kaldet Arabacus Pulp, men navnet blev hurtigt forkortet til Pulp. Pulp er kendt for at have en poprock-lyd med elementer af disko. David Bowie og Roxy Musics indflydelse har muligvis sat størst præg på Pulps musik. 
Denne lyd kombineres med Cockers lyrik, der ofte indeholder sexede og skarpe beskrivelser af den britiske arbejderklasses utilpassede personbillede. 
Gruppen havde Jarvis Cocker en frontfigur, som i 90'erne ofte var forsidestof i de britiske tabloidblade. Derudover bestod gruppen af Russell Senior, Candida Doyle, Nick Banks, Steve Mackey og Mark Webber.

## Historie

### De første år
Udover Cocker bestod gruppen oprindeligt af David Lockwood, Mark Swift og Peter Dalton, i 1981 lavede de et demobånd som de gav til den legendariske radio-dj John Peel, Peel kunne lide båndet og han inviterede bandet til at spille på hans landsdækkende radioprogram. Men denne tidlige succes hjalp ikke bandet meget og alle medlemmer, med undtagelse af Cocker, forlod bandet for at starte på universitet. De oprindelige medlemmer blev erstattet af Simon Hinkler (der senere blev medlem af The Mission), David Hinkler, Wayne Furniss, Peter Boam, Gary Wilson og Saskia Cocker (som var Jarvis’ søster). 

### It
I 1982 indspillede de It.
It blev ingen succes for Pulp, og det så længe ud til, at Cocker ville droppe Pulp og starte på universitet, men efter at Cocker begyndte at øve med Russell Senior (violin, guitar) og Magnus Doyle (trommer), besluttede han sig for at gendanne Pulp, som udover Senior, Doyle og Cocker denne gang bestod af Peter Mansell (bas) og Tim Allcard (keyboard, saxofon) (der brugte det meste af sin tid på at læse digte). Pulp fik på dette tidspunkt en noget mørkere lyd og Magnus Doyles søster Candida Doyle (keyboard) blev medlem af gruppen. Ikke længe efter at Candida var blevet medlem forlod Tim Allcard Pulp. I 1985 udgav Pulp en serie af singler på Fire Records. Disse singler ville senere blive udgivet på opsamlingsalbummet Masters of the Universe. I denne periode blev Cocker slemt skadet, da han i et forsøg på at imponere en pige faldt ud af et vindue. I to måneder måtte Cocker sidde i rullestol, men på trods af at han sad i rullestol, fortsatte Pulp og Cocker med at spille koncerter.

### Freaks
I 1986 udsendte Pulp Freaks, der var blevet optaget på kun en uge. Albummet fik ikke nogen varm modtagelse, og lyden stod i kraftig modsætning til den mere glade lyd på It. Efter at albummet var blevet udsendt, gik gruppen fra hinanden under optagelserne af videoen til ”They Suffocate at Night”. Med undtagelse af Cocker og Senior forlod alle medlemmer gruppen, og i over et år så det ud til, at gruppen var færdig, men Candida Doyle besluttede sig for at vende tilbage i 1987, samtidig med at hun kom tilbage til gruppen, blev trommeslager Nick Banks og bassist Steve Havenhand medlemmer. Havenhand ville dog snart efter blive erstattet af Anthony Green, som ville blive erstattet af Steve Mackey.

### Seperations
I 1988 flyttede Cocker og Mackey til London, hvor de ville begynde at studere film på St. Martin’s College. Under deres studium fik Pulp chancen for at optage et nyt album. Dette blev til Separations, der tre år efter, i 1992, udkom. På albummet var det tydeligt at høre, at Cocker var begyndt at interessere sig for acid house men samtidig formåede at lave fuldt udarbejdede popsange. Allerede inden Separations udkom, var ”My Legendary Girlfriend” blev kåret til ugens single i det anerkendte og populære musikmagasin NME. Dette skulle blive et vigtigt skridt på Pulps vej imod berømmelsen. 

### His 'n' Hers
I frustration over at det tog så lang tid før Separations udkom, skiftede Pulp pladeselskab til Gift Records i 1992. Her udsendte Pulp tre singler, som blev samlet på albummet Intro, der udkom, da de rykkede videre til Island Records, der var deres første større pladeselskab. De tre singler var ”O.U.”, ”Razzmatazz” og ”Babies (sang)Babies”, især den sidstnævnte single skabte en del opmærksomhed omkring gruppen, og da Pulp i 1994 udgav His ’n’ Hers, var ”Babies” også med. His ’n’ Hers var produceret af Ed Buller, der også havde produceret for Suede, og albummets lyd var da heller ikke langt væk fra den britiske gruppes. Da His ’n’ Hers udkom, fik den positive anmeldelser og den kom overraskende i top 10 på den britiske hitliste. Den blev også nomineret til Mercury Award i 1994. I resten af 1994 og i begyndelsen af 1995 var Jarvis Cocker allestedsnærværende på britisk tv. Disse humoristiske tv-optrædener gjorde Cocker til en nationalhelt og et sexsymbol. Pulp blev nu regnet som en del britpop-bølgen, sammen med bands som Blur og Suede.

### Different Class
Selvom Cocker nu var en meget populær skikkelse, havde Pulp endnu ikke opnået det helt store gennembrud. Dette blev der dog lavet om på, da de udgav singlen ”Common People”, der blev et kæmpe hit og nåede andenpladsen på den britiske hitliste. I juli 1995 måtte Pulp i sidste minut erstatte Stone Roses som et af hovednavnene på den store Glastonbury Festival. Koncerten, som blev sendt direkte på landsdækkende fjernsyn, blev mødt med vild begejstring og deres kommende album Different Class kunne ikke have fået en bedre optakt. Under optagelserne til albummet blev formanden for Pulps fanklub, Mark Webber, nyt medlem af gruppen. I august 1995 udgav Pulp en single, der indeholdt ”Mis-Shapes” og ”Sorted for E’s & Wizz”. Grundet en tabloidskandale, hvor Pulp blev beskyldt for i coveret til singlen at opfordre folk til at tage stoffer, nåede singlen andenpladsen på den britiske hitliste. 
I oktober blev Different Class udgivet, og den fik begejstrede anmeldelser i den britiske presse. Samtidig røg den ind på førstepladsen på den britiske hitliste, og den vandt en Mercury award.
Ved Brit Awards i 1996, invaderede Cocker scenen under Michael Jackson-koncerten for at protestere imod Michael Jacksons show. Michael Jackson var på dette tidspunkt under anklage for pædofili og Cocker fandt det frastødende, at Jackson med sådan en anklage mod sig, kunne have et sceneshow hvor han ”healede” børn. Cocker måtte sidde inde en nat for dette, grundet en ubegrundet anklage om, at Cocker skulle have skadet nogen af de børn som Michael Jackson havde med scenen.[kilde mangler] Efter dette var Jarvis Cocker mere populær end nogensinde, og han havde opnået den berømmelse, som han havde jagtet i 15 år.

### This Is Hardcore
Men berømmelsen havde sin pris, og Russell Senior forlod gruppen for at have mere tid sammen med sin familie. Samtidig begyndte tabloidpressen og livet som kendt at give Cocker stress, og han var nødsaget til at stoppe sit forhold til sin kæreste.  Dette har muligvis haft indflydelse på albummet This Is Hardcore, som ikke fik den store salgssucces.[kilde mangler]
Mange frygtede efter dette album, at Pulp ville stoppe som gruppe[kilde mangler], og medlemmerne begyndte da også at bruge tid på sideprojekter. Dog fortsatte de med at spille live.

### We Love Life
5 år efter i 2001 var der nyt fra Pulp, da de udgav albummet We Love Life, som var produceret af Cockers store helt Scott Walker. Albummet, hvis navn var inspireret af terrorangrebet den 11. september 2001 på USA, var i forhold til den klaustrofobiske This Is Hardcore en noget mere positiv affære, som endnu engang fik en flot modtagelse i pressen. Året efter udsendte Pulp deres ”greatest hits”, som blev navngivet Hits, albummet fik en skuffende placering på den britiske hitliste, og Pulp besluttede sig for at holde pause på ubestemt tid. 
I 2005 udtalte Cocker dog, at bandet ville vende tilbage, når han engang var færdig med hans soloprojekter (deriblandt soundtracket til Harry Potter and the Goblet of Fire.)

## Live i Danmark
- 11. februar 1996 Pumpehuset
- 28. juni 1996 Roskilde Festivalen
- 27. juni 1998 Roskilde Festivalen

## Diskografi

### Albummer
- It (1983)
- Freaks (1987)
- Separations (1992)
- His 'n' Hers (1994)
- Different Class (1995)
- This Is Hardcore (1998)
- We Love Life (2001)

### Opsamlingsalbummer
- Intro (1993)
- Masters of the Universe – (1994)
- Countdown 1992-1983 (1996)
- Hits (2002)